# Lokka bassäng

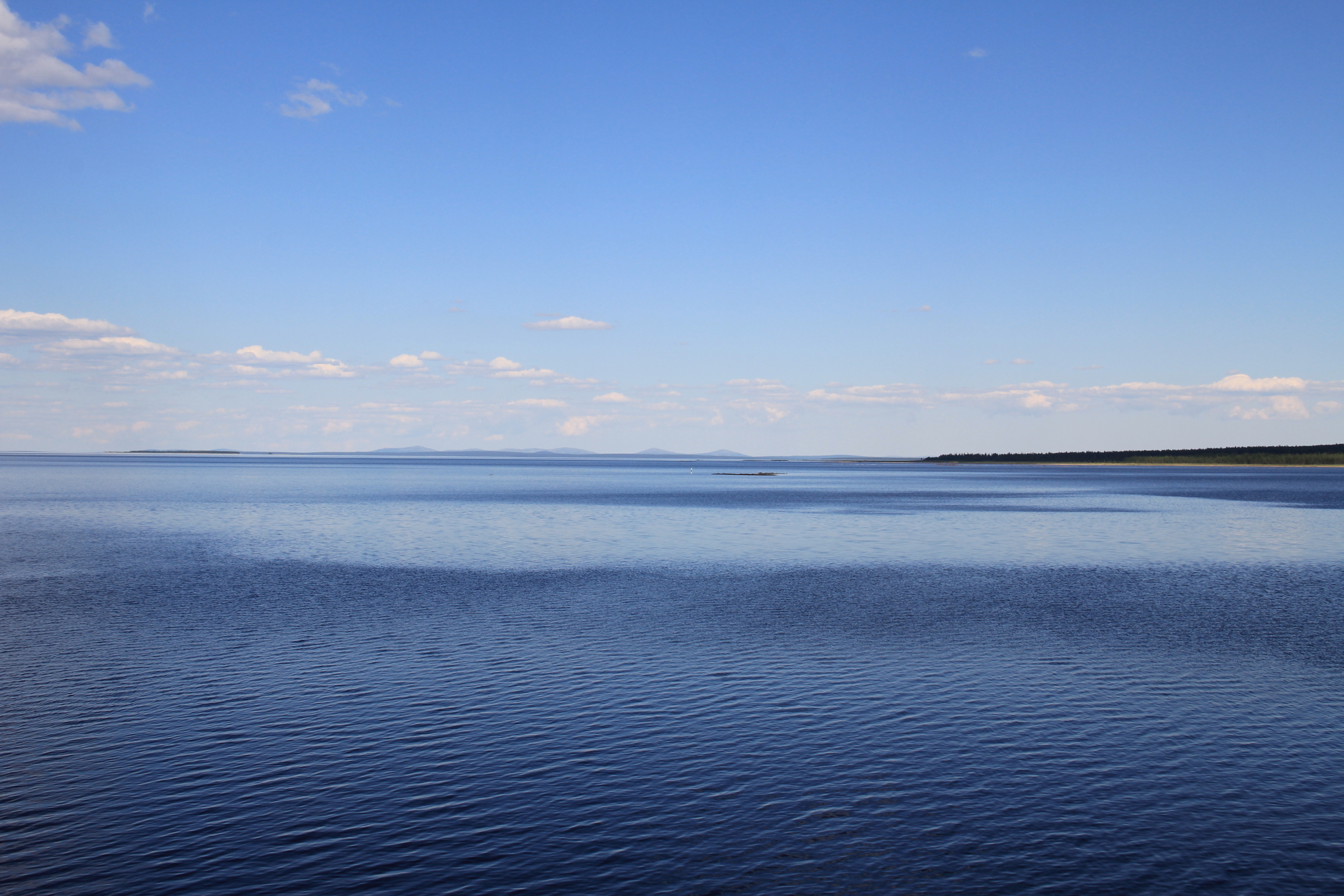

Lokka bassäng (finska Lokan tekojärvi, Lokan allas eller ibland bara Lokka) är en konstgjord sjö i Sodankylä, Lapplands län, Finland. Den etablerades 1967 genom ett dammbygge som påbörjades under 1950-talet. Den är den största konstgjorda sjön i Europa utanför Ryssland.

## Historik och geografi
Planerandet av dammbygget inleddes i mitten av 1950-talet. Tillstånd för byggarbetet beviljades i december 1966 och dammen byggdes i snabb takt året därpå. I juli 1967 påbörjades reglerandet av vattennivån. Höjden på Lokka bassäng är 244,0 m ö.h. med en varians på 240–245 m ö.h. varmed arean även varierar mellan 216 och 417 km². Den är vid högvatten den största konstgjorda sjön i Europa (utanför Ryssland).
Höjningen av vattennivån innebar att byarna Riesto, Korvanen och Pilliranta dämdes över helt och hållet medan Lokka och Mutenia påverkades starkt. Av de 640 personer som berördes av uppdämningarna av Lokka bassäng och den närbelägna Porttipahta bassäng tvingades 560 flytta, de flesta till Vuotso. Merparten av de berörda bodde inom vattenmagasinets område, där 2 074 hektar privatägd mark dämdes över.
Lokka bassäng avrann tidigare genom vattendraget Luiro till Kemi älv. År 1981 flyttades avrinningen till Vuotso kanal. Sjön avrinner huvudsakligen genom kanalen till den andra stora konstgjorda sjön, Porttipahta bassäng, och vidare via vattendraget Kitinen till Kemi älv. Regleringen sker främst i perioden oktober till maj. Om somrarna är strömningen relativt liten i kanalen.

## Fauna

### Fåglar
Antalet fågelarter i Lokka bassäng är stort. Växt- eller insektsätare, såsom alfågel, gräsand, mosnäppa och kricka häckar vid eller i närheten av sjön. Då magasinet är rikt på fisk trivs även många fiskätande fåglar såsom fiskgjuse, fiskmås, stor- och smålom, vid sjön. Havsörnar lockas till sjön av den ogräsfisk, som fångats av yrkesfiskare. Över 10 % av de häckande havsörnarna i Finland häckar vid Lokka bassäng.

### Fiskar
Förutom en vattenreservoar för vattenkraftverken vid Kemi älv är Lokka bassäng en mycket god fiskesjö. Abborre, gers, harr, id, öring, lake, mört och stäm hör till de vanligaste arterna i sjön. Men den viktigaste arten är dock siken. Den utgör hälften av all den yrkesmässigt fångade fisken. 20% av sikfångsten utgörs av peledsik.